# Cala Marçal
Die Cala Marçal ist eine Bucht im Osten der Baleareninsel Mallorca. Sie befindet sich im Ort Portocolom, der auf dem Gebiet der Gemeinde Felanitx liegt.

## Lage und Beschreibung
Die Cala Marçal befindet sich am westlichen Ortsrand von Portocolom an der Punta de Jonc (Aussichtspunkt). Die Bucht hat eine Breite von etwa 100 Metern und eine Länge von etwa 200 Metern.
Rund um die Bucht liegt eine touristisch geprägte Siedlung mit Hotels, Apartmenthäusern, Geschäften, Restaurants und Bars.

## Hotels
- Hotel Cala Marçal